# Freziera ciliata
Freziera ciliata  es una especie de planta con flor en la familia Theaceae. 
Es endémica de Perú. 

## Fuente
- World Conservation Monitoring Centre 1998.  Freziera ciliata.   2006 IUCN Lista Roja de Especies Amenazadas; bajado 21 de agosto de 2007